# 宝積寺

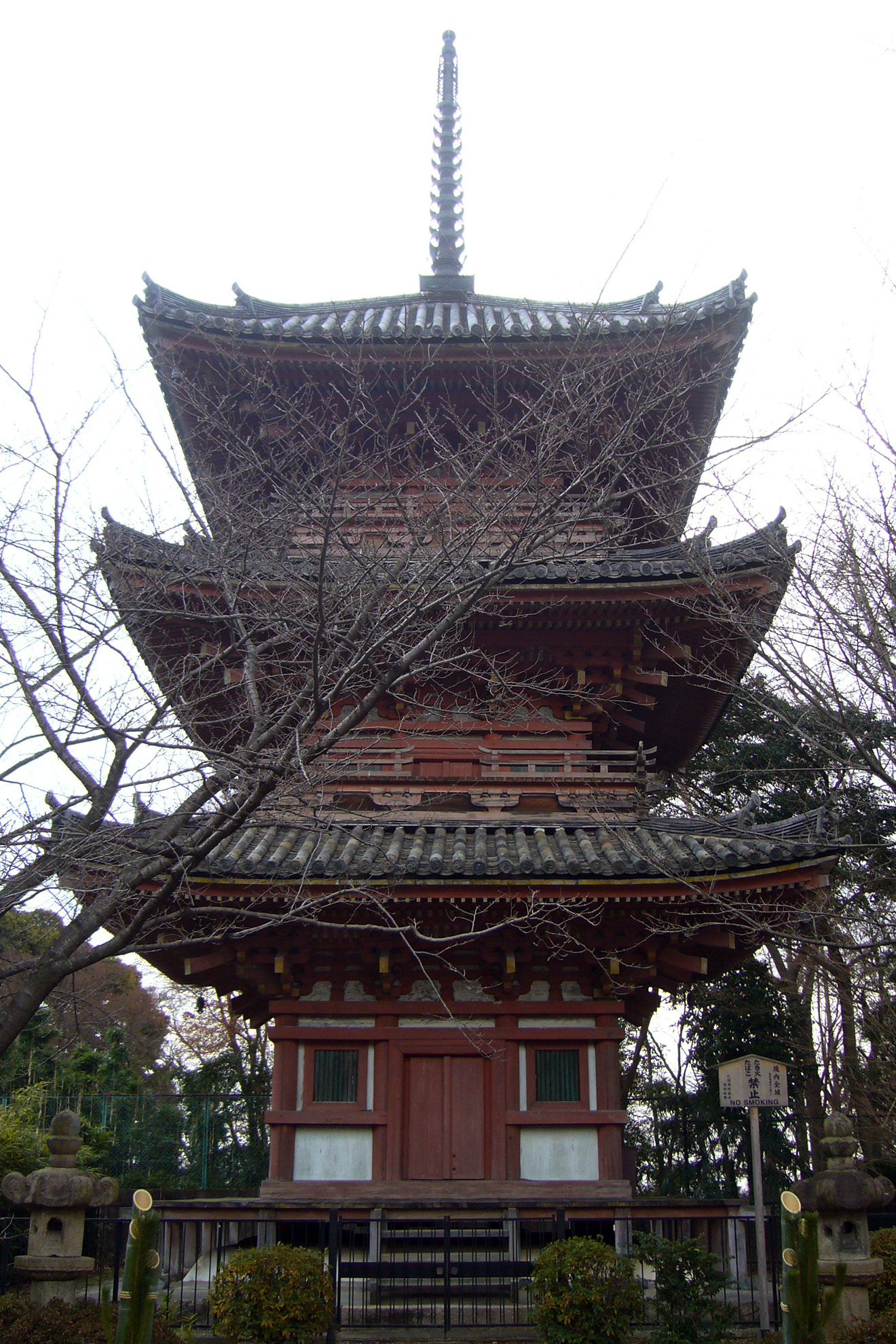
三重塔

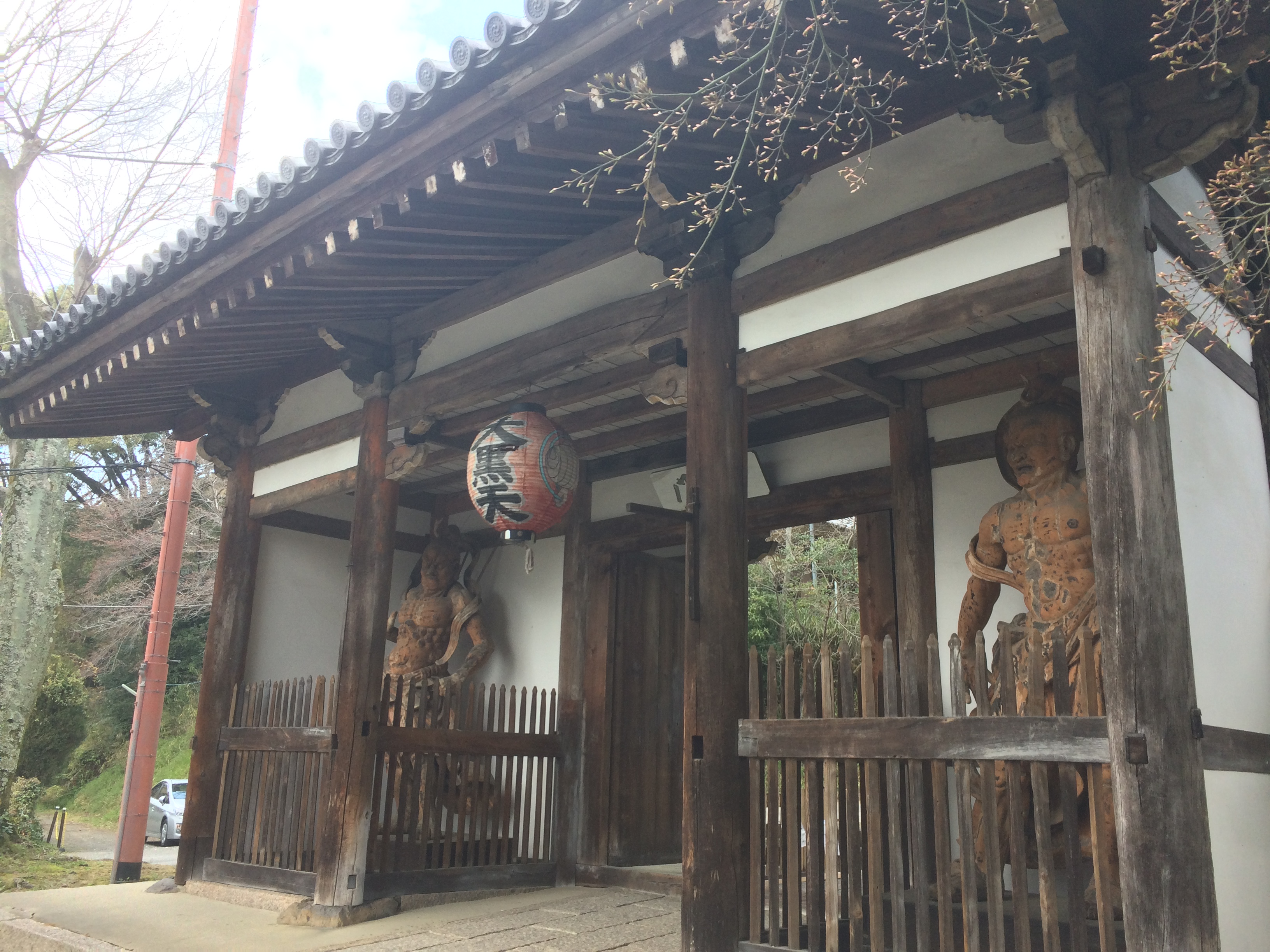
仁王門

宝積寺（ほうしゃくじ）は、京都府乙訓郡大山崎町大山崎にある真言宗智山派の寺院。山号は天王山（古くは補陀洛山）。本尊は十一面観音。天王山の中腹にある。聖武天皇の勅命を受けた行基により神亀元年（724年）に開山される。
聖武天皇が夢で竜神から授けられたという「打出」と「小槌」（打出と小槌は別のもの）を祀ることから通称「宝寺」（たからでら）とも呼ばれる。

## 歴史
宝積寺は、山城国（現・京都府）と摂津国（現・大阪府）の境に位置し、古くから交通・軍事上の要地であった天王山（270m）の南側山腹にある。寺伝では神亀元年（724年）、聖武天皇の勅願により行基が建立したと伝える。しばらくして本尊・大黒天神を天竺（インド）から招いて祀ったという。
行基は奈良時代に架橋、灌漑などの社会事業を行い、多くの寺を建てた僧である。行基は神亀2年（725年）、淀川に「山崎橋」（山崎 - 橋本間）を架けている。また、『行基年譜』によれば、行基は天平3年（731年）、乙訓郡山崎に山崎橋を管理する橋寺として「山崎院」を建立している。天王山の南側山麓に位置する大山崎町大山崎上ノ田の遺跡が「山崎院」跡に比定されており、ここからは日本でも最古級の壁画断片などが出土している。以上のことや、付近には天平18年（746年）に行基が開いたという西観音寺（現・椎尾神社）があったことからも、天王山周辺は行基にゆかりの深い地であることは確かで、宝積寺は「山崎院」の後身と考える説もある。
平安時代の寺史はあまり明らかでないが、長徳年間（995年 - 999年）、寂昭が中興したという。寂昭は俗名を大江定基といい、『今昔物語集』所収の説話で知られる。それによれば、彼は三河守として任国に赴任していた時に最愛の女性を亡くし、世をはかなんで出家したという。
11世紀末から12世紀初めの成立と思われる『続本朝往生伝』（大江匡房著）には早くも当寺の通称である「宝寺」の名が見える。また、藤原定家の日記『明月記』には建仁2年（1202年）に大江匡房が宝積寺を訪れたことが記されている。
貞永元年（1232年）、当寺は火災で焼失しており、現存する仏像等はこれ以降のものである。以降復興が進められ、南北朝時代には塔頭が64坊もあった。
嘉慶2年（1388年）には後小松天皇の勅願所になっている。
天正10年（1582年）、天王山が羽柴秀吉と明智光秀が戦った山崎の戦いの舞台となり、その際宝積寺には秀吉の本陣が置かれた。山崎の戦いの後、秀吉は天王山にあった城跡を大改築して山崎城を築城すると、宝積寺をも取り込んだ。このため城は「宝寺城」とも呼ばれた。山崎城は秀吉が大坂城を築くまでその居城とされた。
この山崎の地には西国街道と山崎宿があり、東から順に観音寺（山崎聖天）、宝積寺、西観音寺（現・椎尾神社）が並び立ち、にぎやかな場所であった。
元治元年（1864年）には禁門の変で尊皇攘夷派の真木保臣を始めとする十七烈士らの陣地が置かれたために幕府軍の攻撃を受け、境内が荒廃した。
1915年（大正4年）には夏目漱石が当地を訪れている。漱石は、宝積寺の東側に実業家・加賀正太郎が建設中であった山荘（現・アサヒグループ大山崎山荘美術館）を訪れ、「宝寺の隣に住んで桜哉」の句を詠んだ。

## 境内

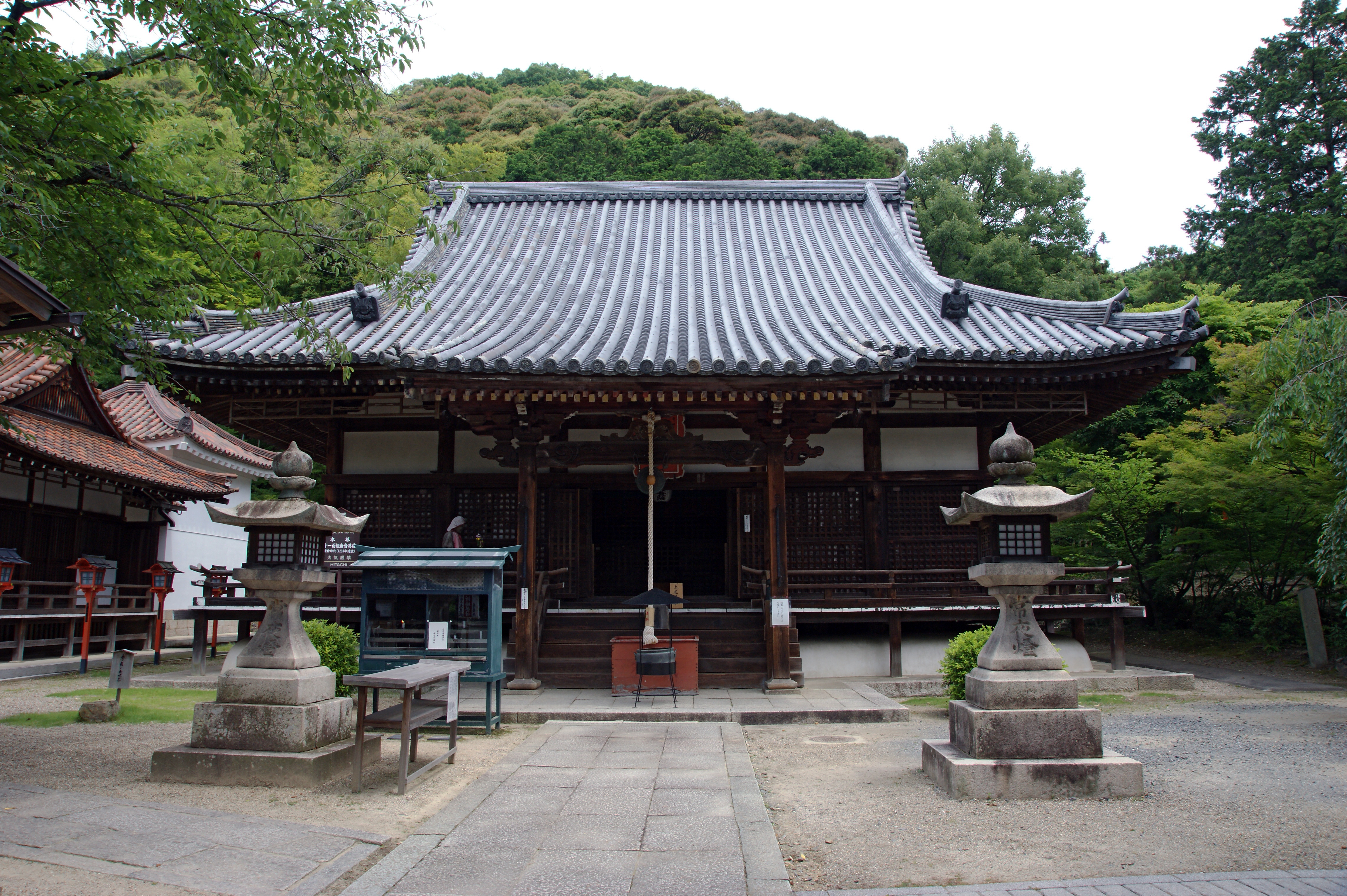
本堂

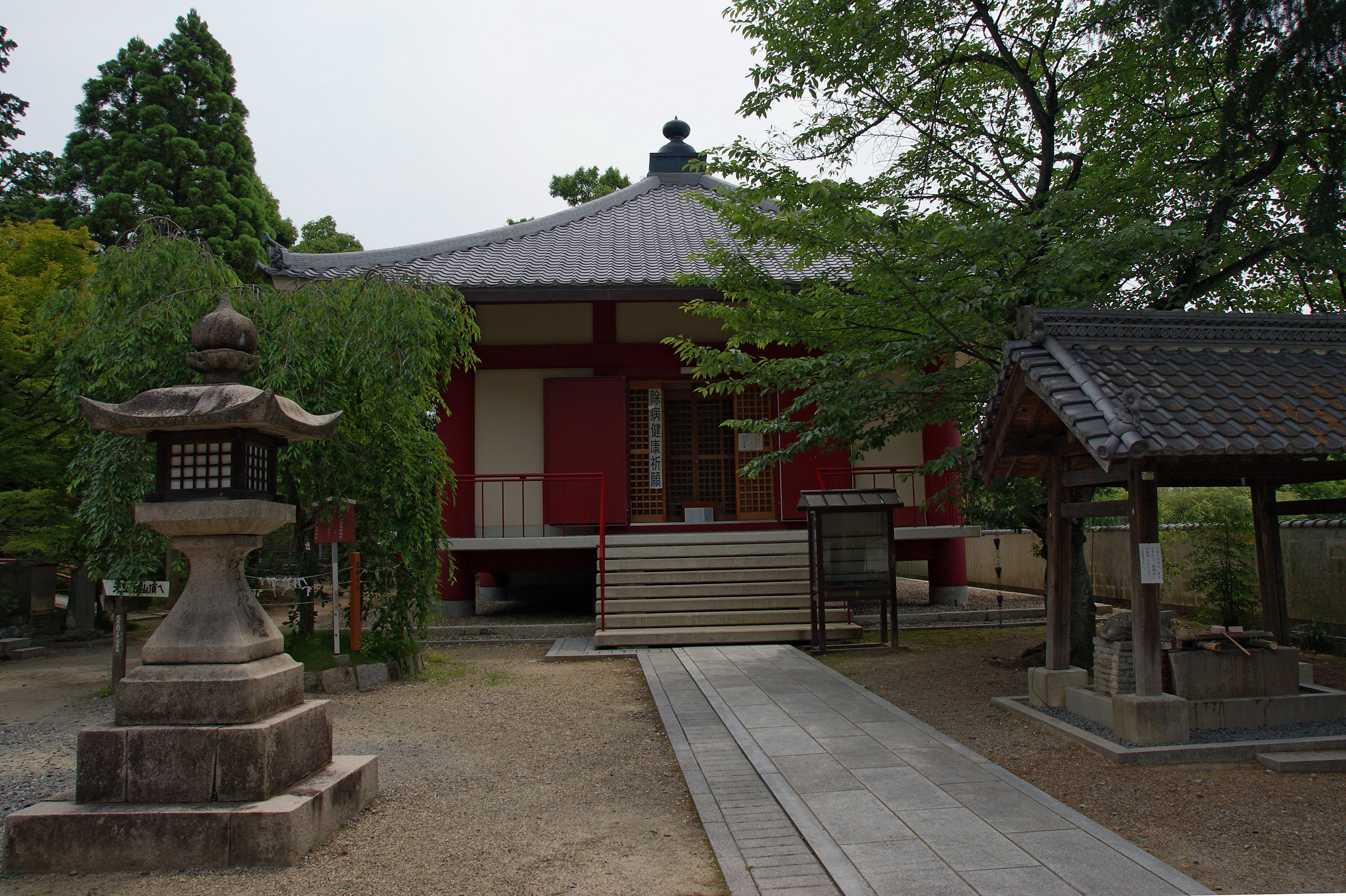
閻魔堂

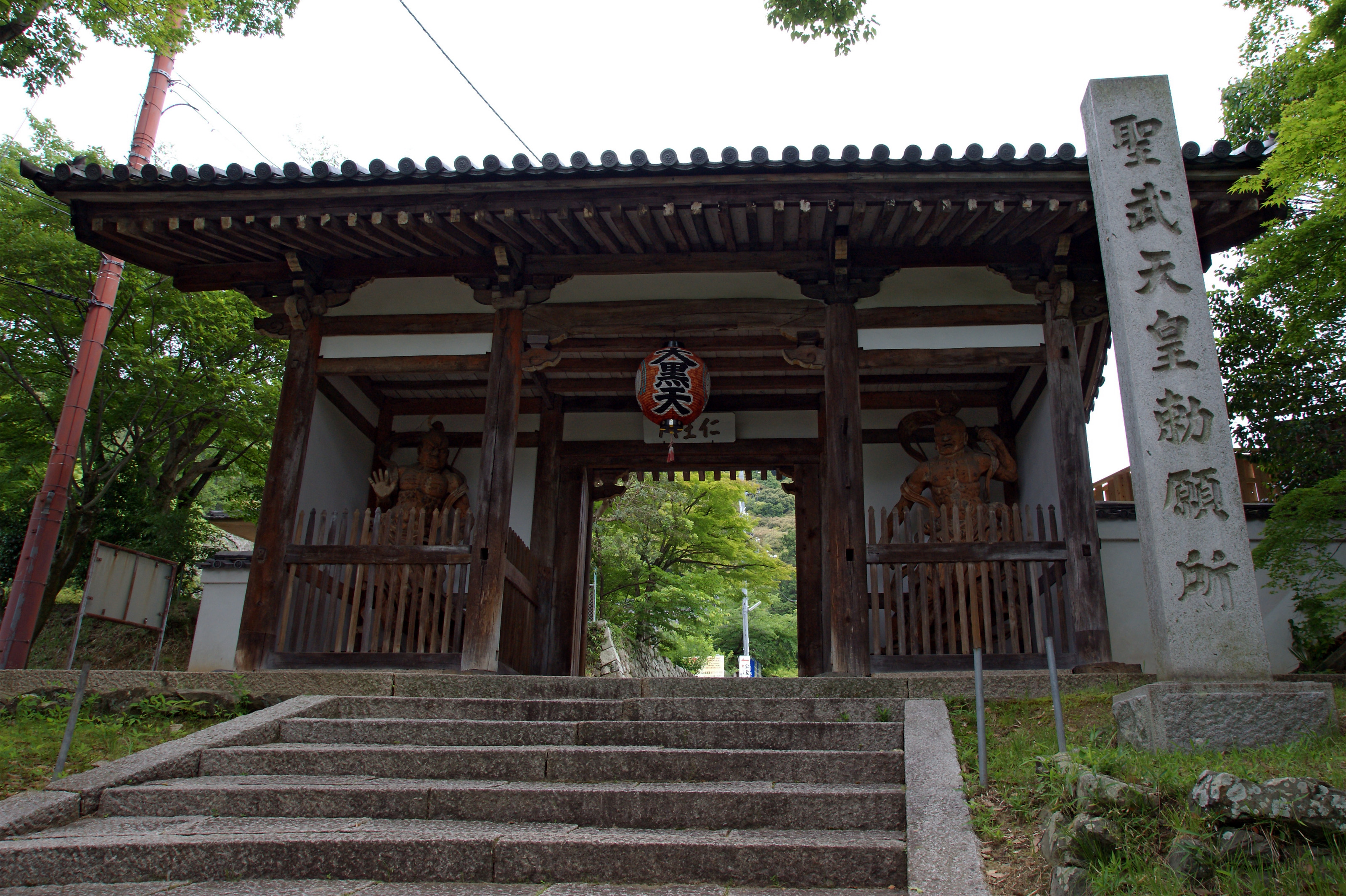
仁王門

- 本堂（京都府登録有形文化財） - 慶長11年（1605年）改築。入母屋造、本瓦葺。内陣の厨子に本尊・十一面観音立像（重要文化財）を安置する。
- 九重石塔（大山崎町指定有形文化財） - 聖武天皇の供養塔。鎌倉時代の建立。五重石塔として建てられたが、その後に九重に改造されている。
- 出世石 - 山崎の戦いの際、羽柴秀吉がこの石に腰を下ろして采配を振るったという。これ以降秀吉が出世して関白、天下人になったことからこの石は「出世石」と呼ばれるようになった。
- 小槌宮 - 聖武天皇が夢で竜神から授けられたという「打出」と「小槌」を祀る。
- 閻魔堂 - 堂内には鎌倉時代作の閻魔王及び眷属像（重要文化財）が祀られている。閻魔王坐像（像高160.9cm）[2]、および閻魔の法廷で書記を務める冥界の役人の司録坐像（像高143.6cm）、司命坐像[3]（像高122.4cm）、倶生神坐像[4]（像高114.5cm）、闇黒童子（暗黒童子）坐像（像高110.5cm）の5躯の木像を並べて安置し、地獄の法廷を再現する。これらの像はもとは天王山西麓にあった西観音寺（大阪府島本町山崎にあった。現・椎尾神社）に安置されていたもので、明治の廃仏毀釈で西観音寺が廃寺となった後、宝積寺に移された。以上の像名は寺伝に基づくものだが、図像的には、伝・司録は五道転輪王、伝・司命は太山府君、伝・倶生神は司命、伝・闇黒童子は司録が本来の像名とみられる。伝・倶生神像と伝・闇黒童子の両像は撲頭冠を被り、道服（唐時代の役人の着衣）を着し、伝・倶生神は左脚、伝・闇黒童子は右脚を踏み下げて坐す。両手で巻物を広げる姿の伝・倶生神像が本来の司命像、右手に筆、左手に木札を持って筆写のポーズを示す伝・闇黒童子像が本来の司録像である。
- 弁財天社
- 弁天池
- 役行者像
- 庫裏
- 三重塔（重要文化財） 天正12年（1584年）頃。　豊臣秀吉が天王山の戦いの後に一夜で建立したと伝わる
- 不動堂
- 鐘楼 - 室町時代作の梵鐘は松田宗誠によって寄進されたもので「待宵の鐘」と呼ばれる。
- 仁王門（京都府登録有形文化財）- 江戸時代初期の再建。三間一戸、切妻造。

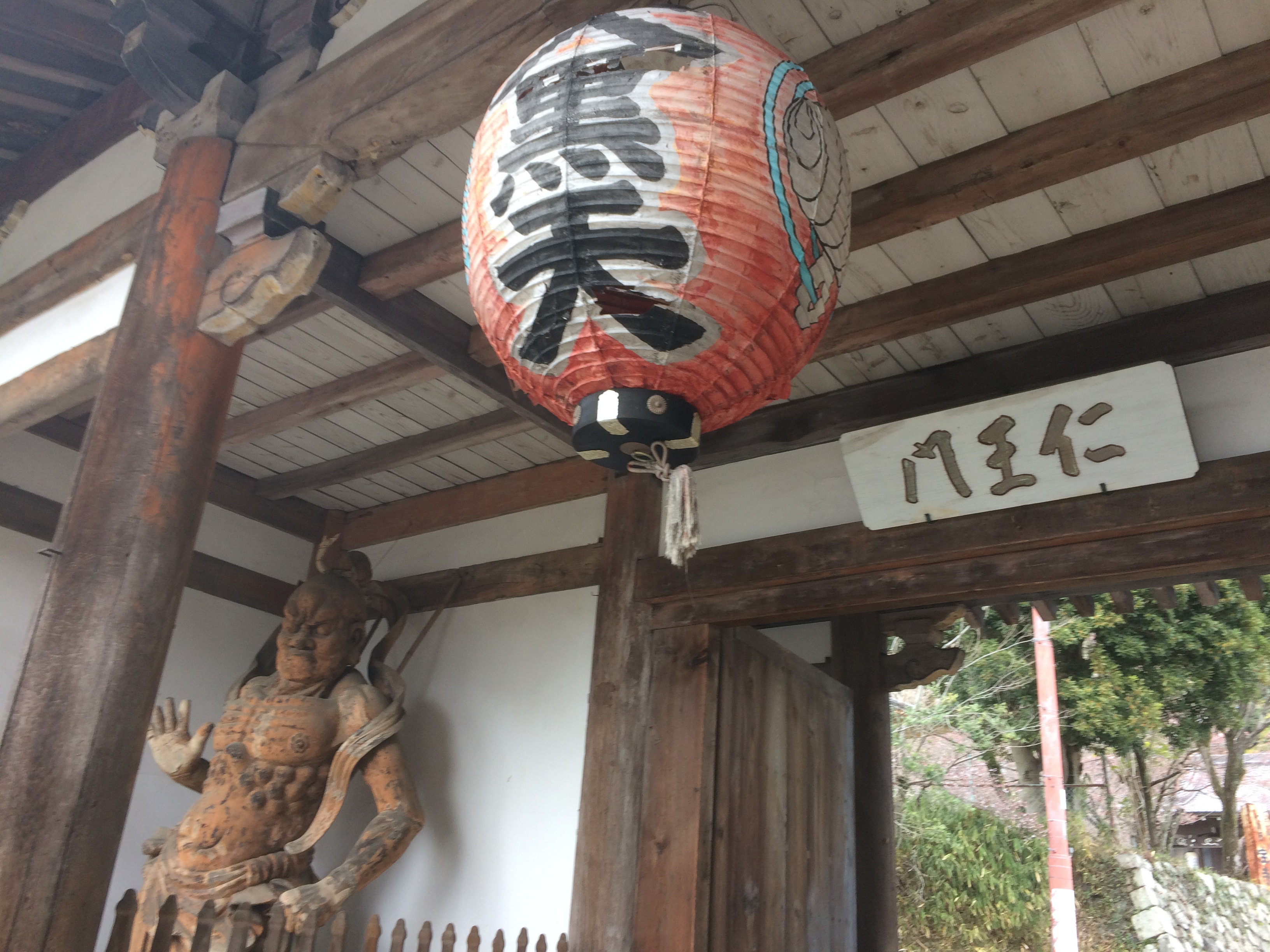
仁王門
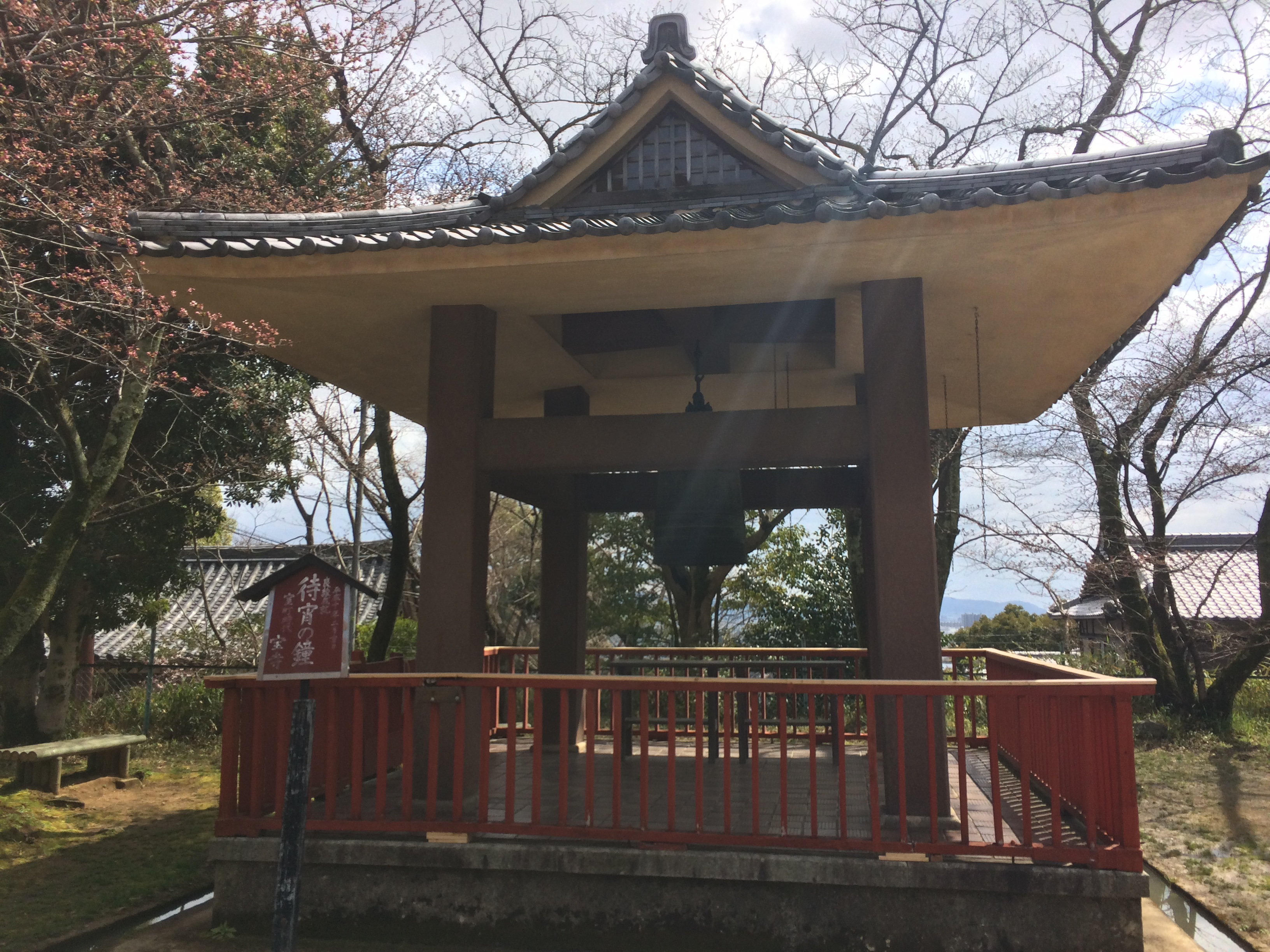
待宵の鐘
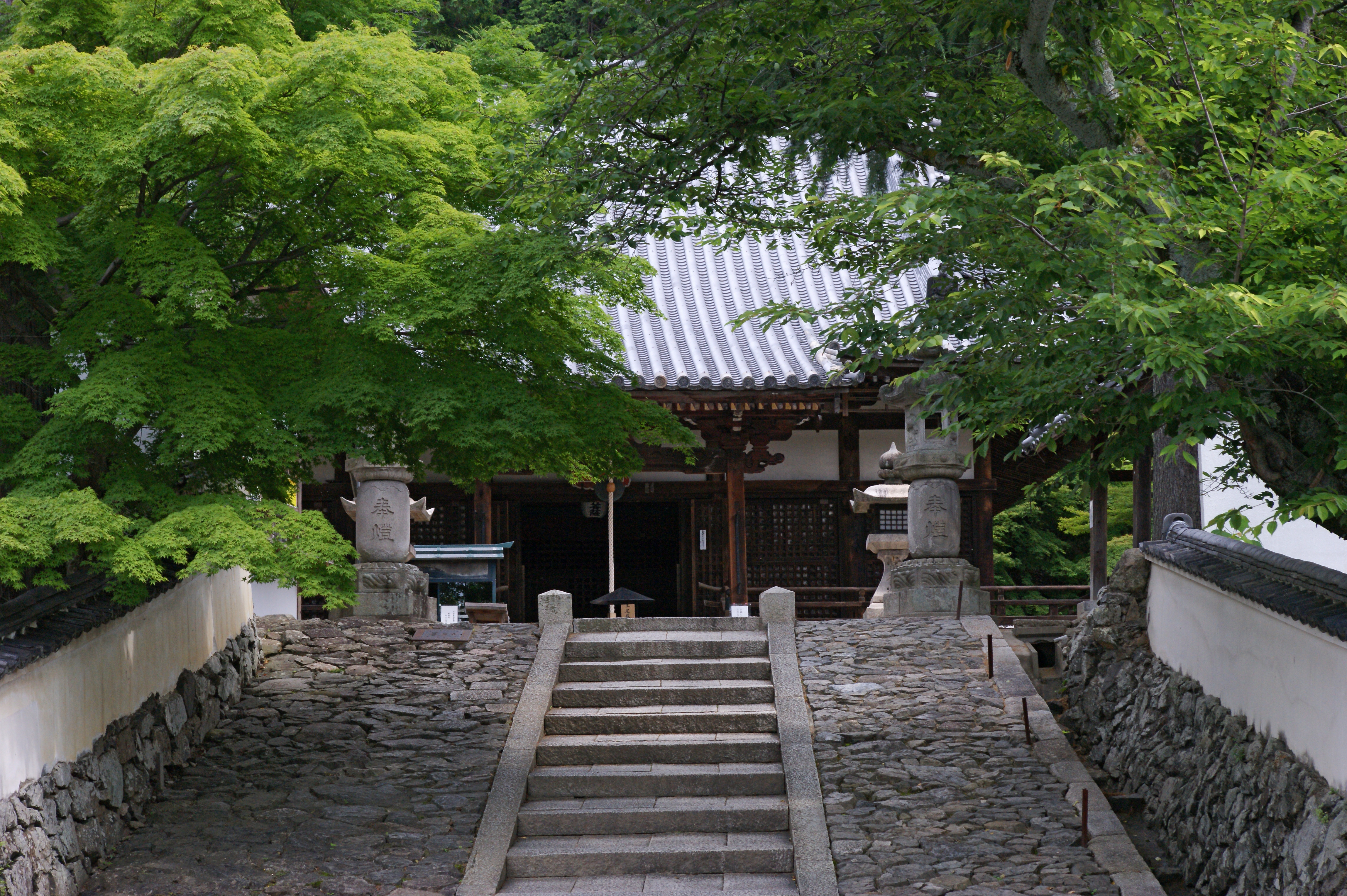
参道から臨む本堂
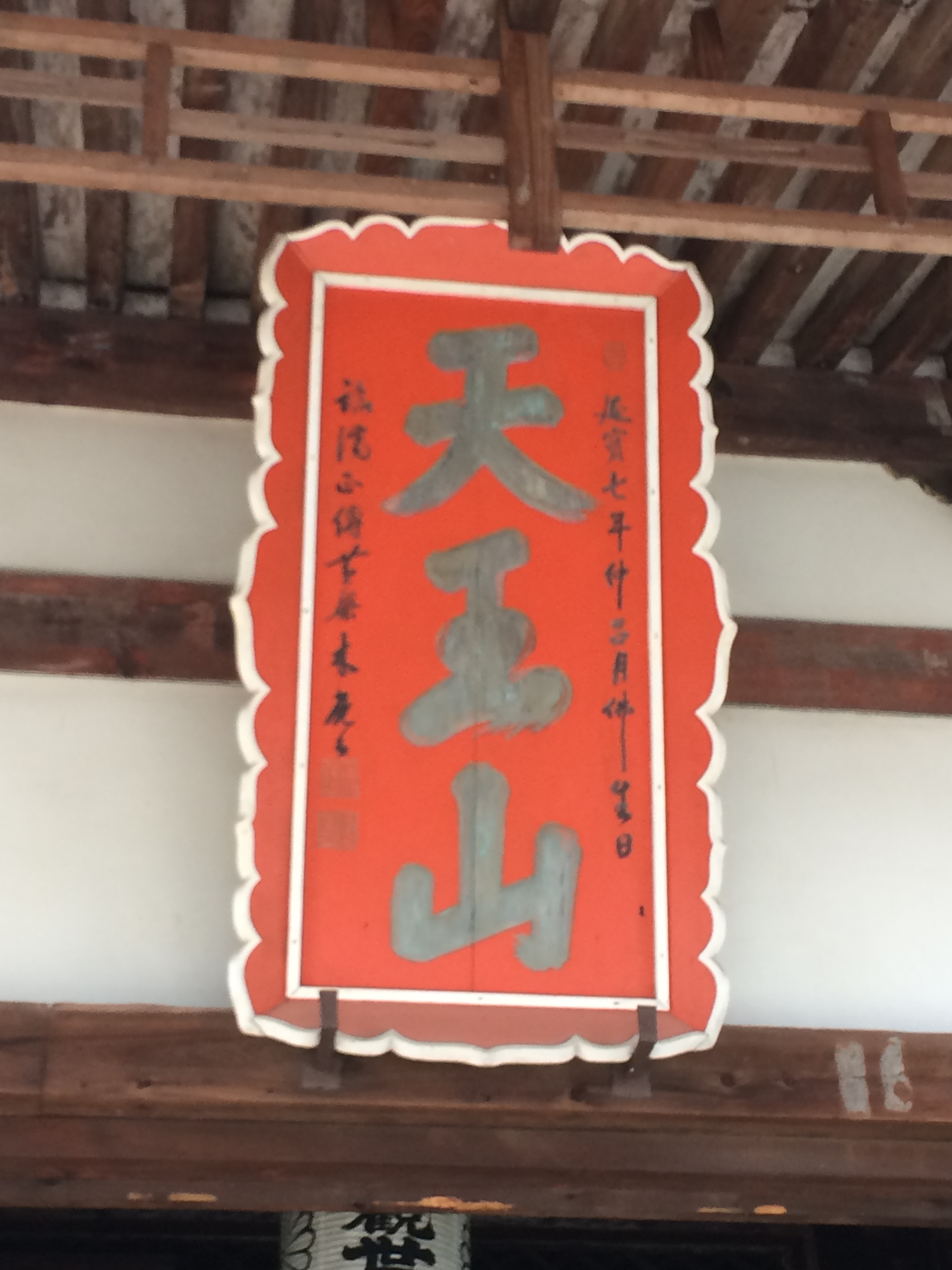
本堂の扁額
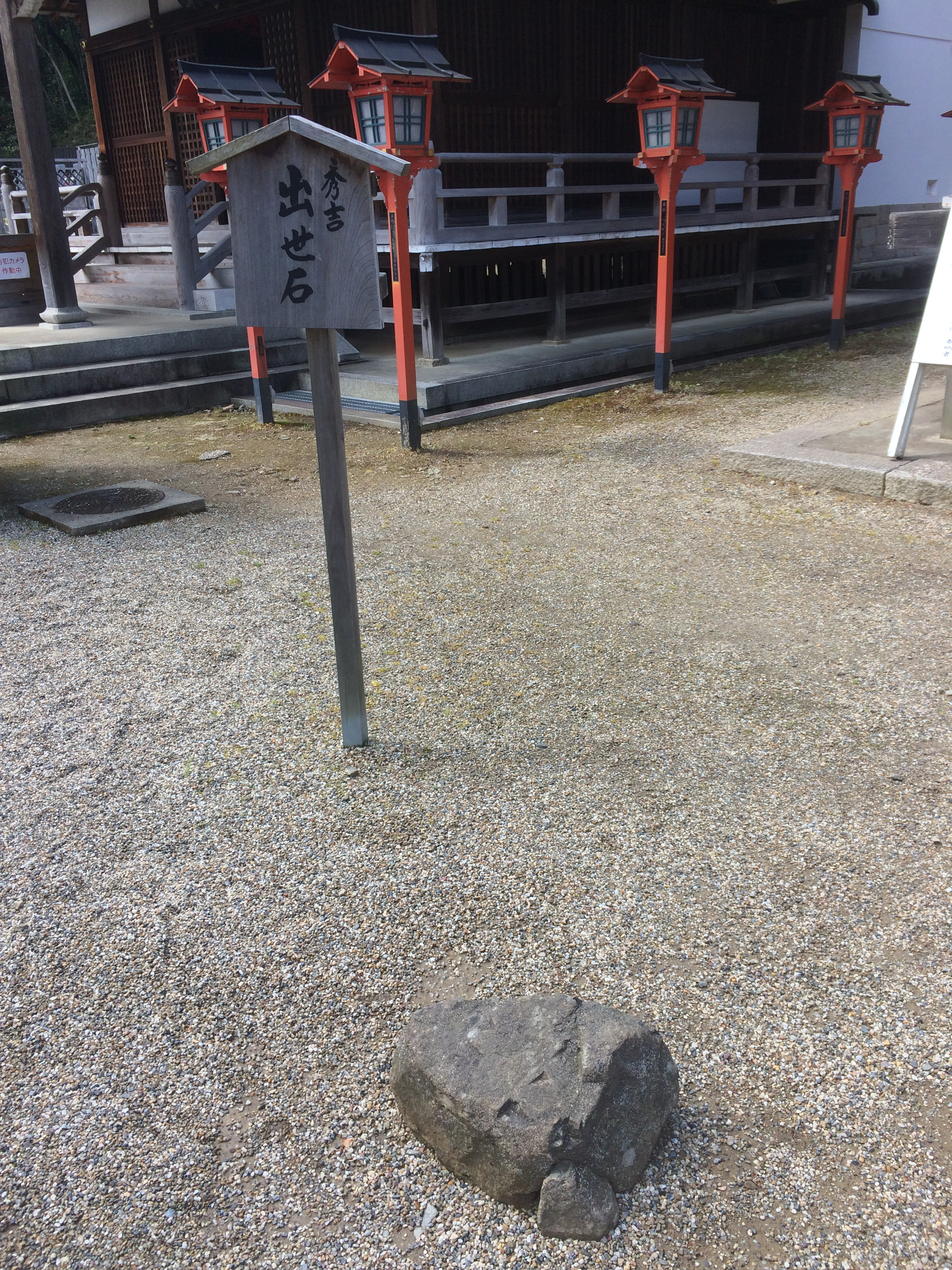
秀吉の出世石
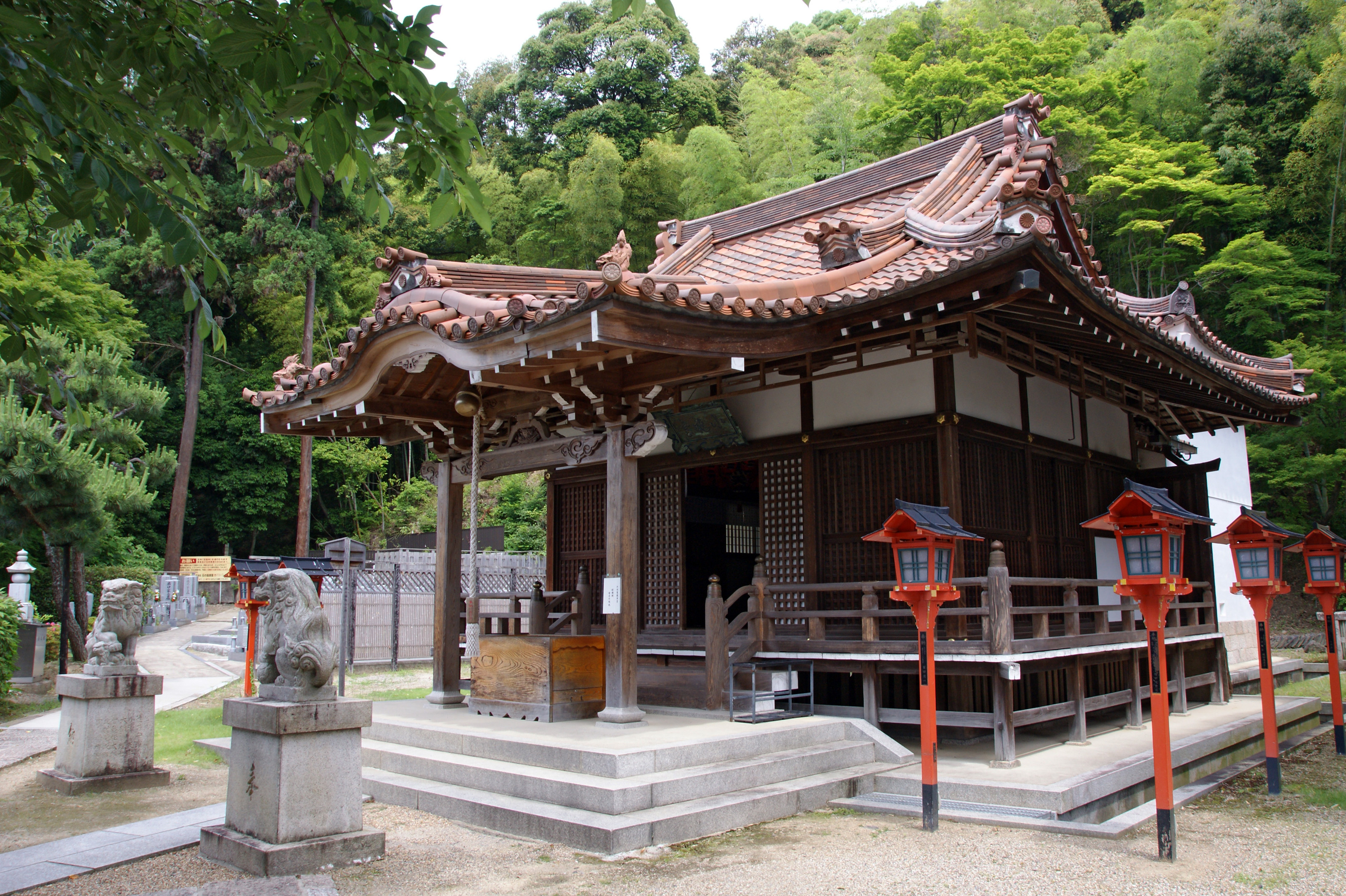
小槌宮
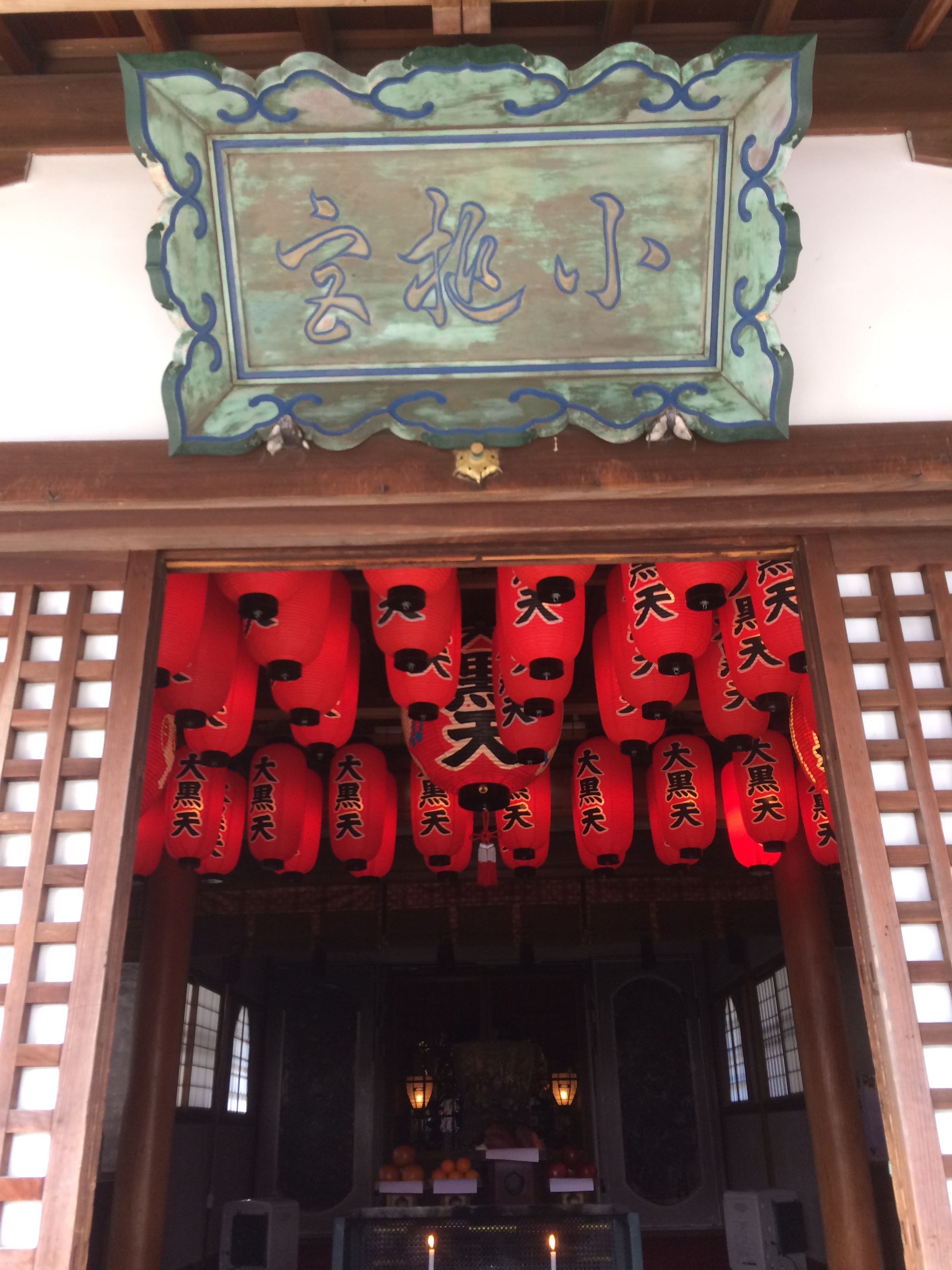
小槌宮の扁額
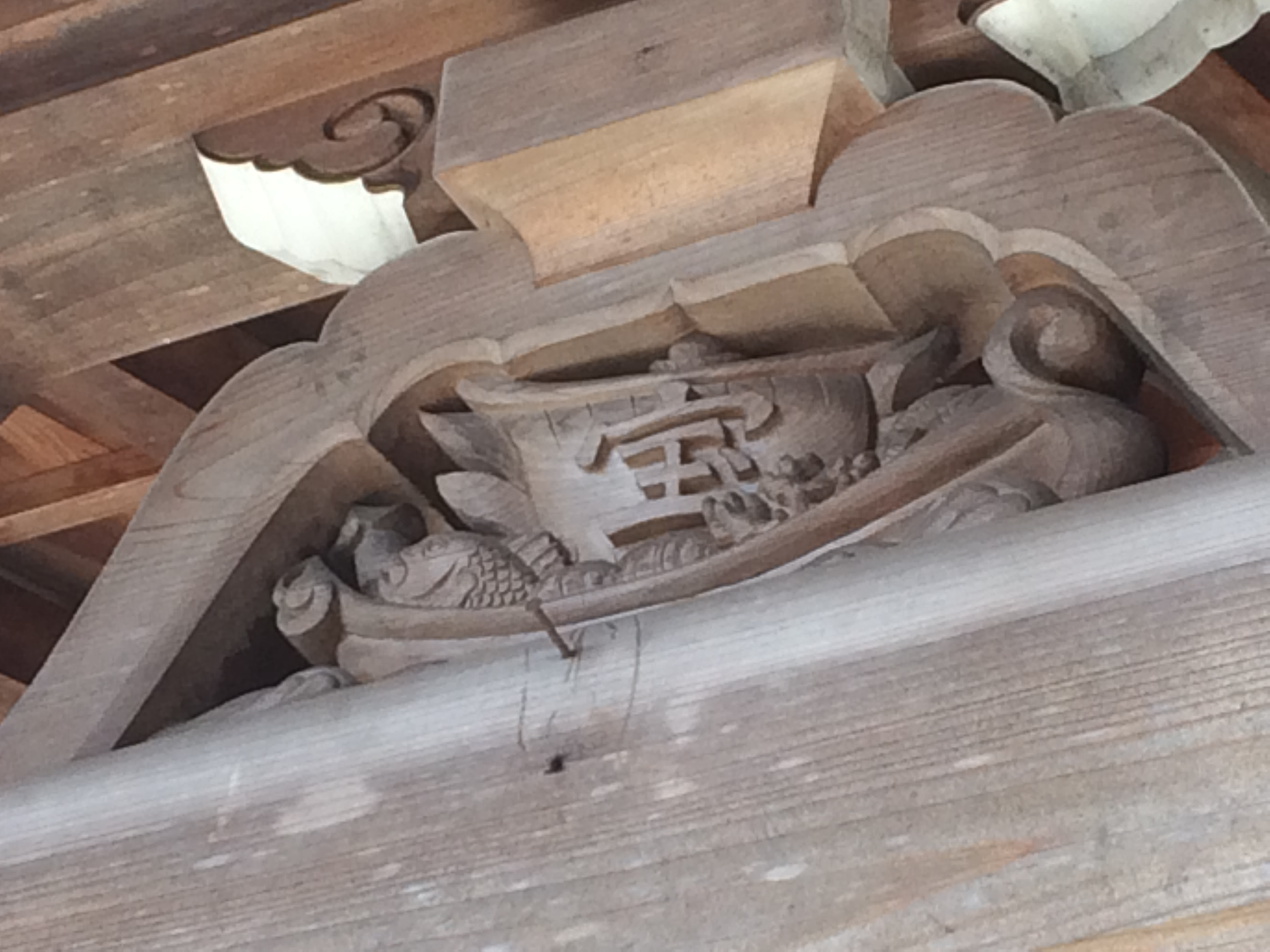
小槌宮欄間の宝船
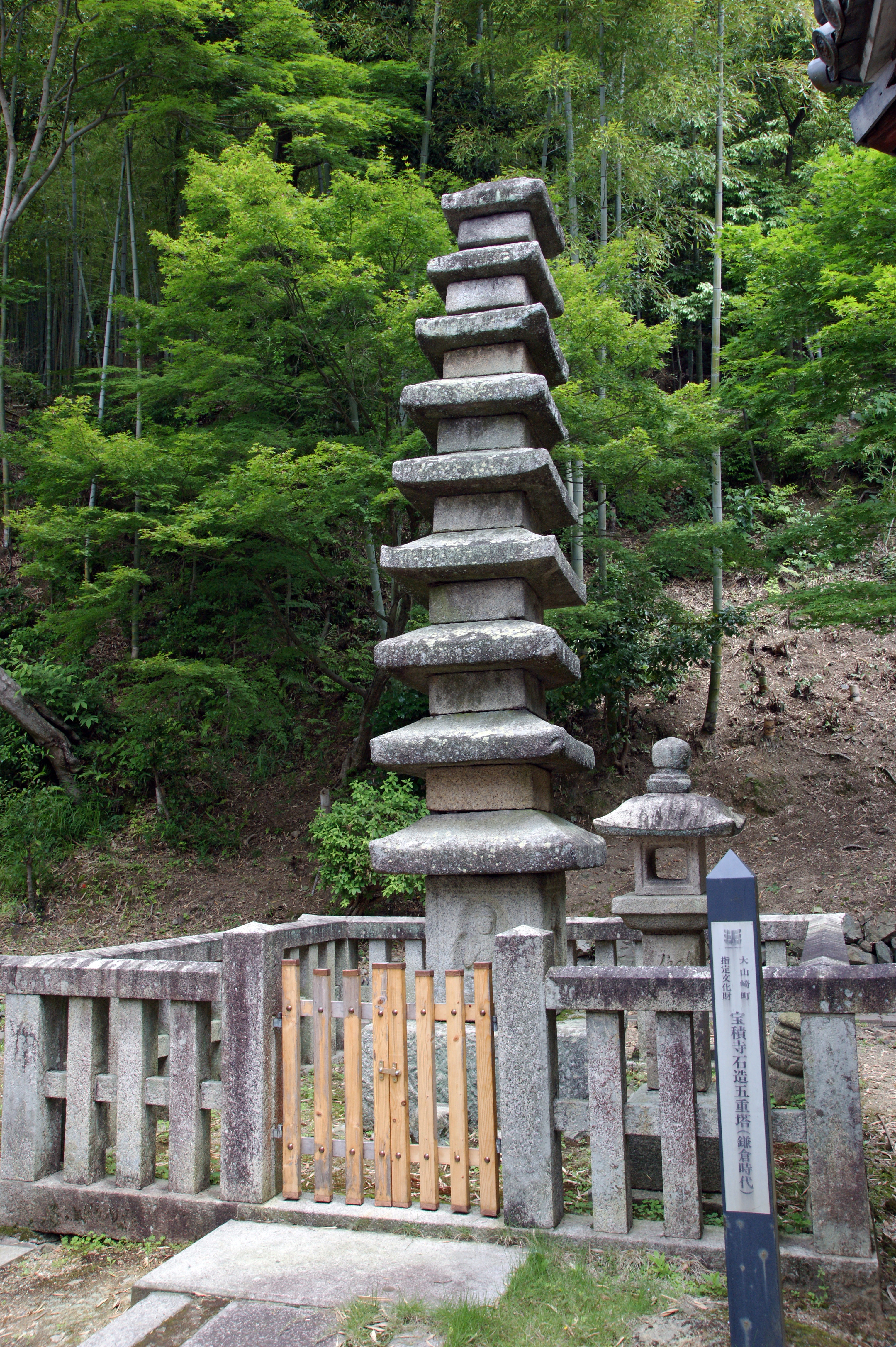
九重石塔
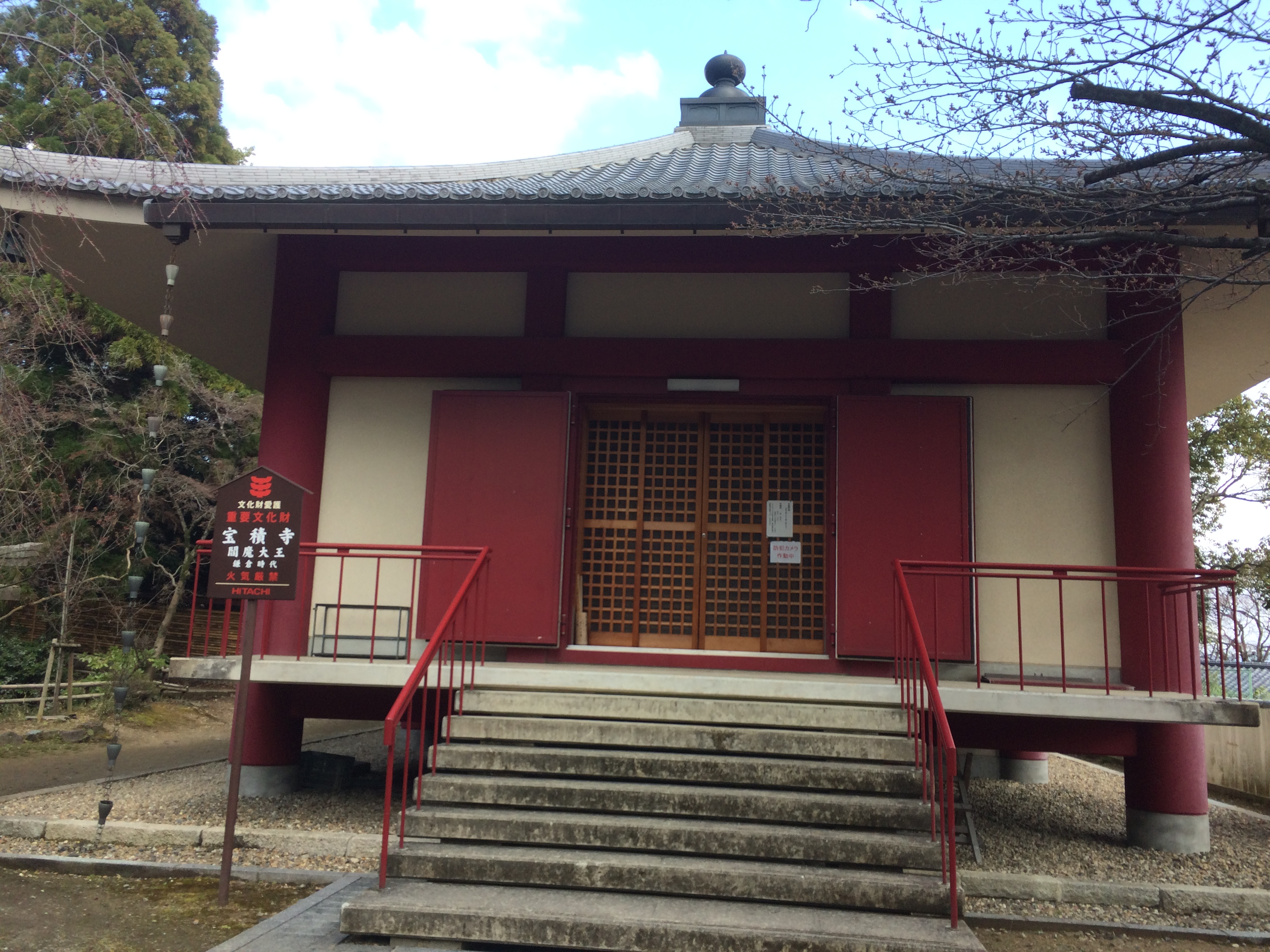
閻魔堂
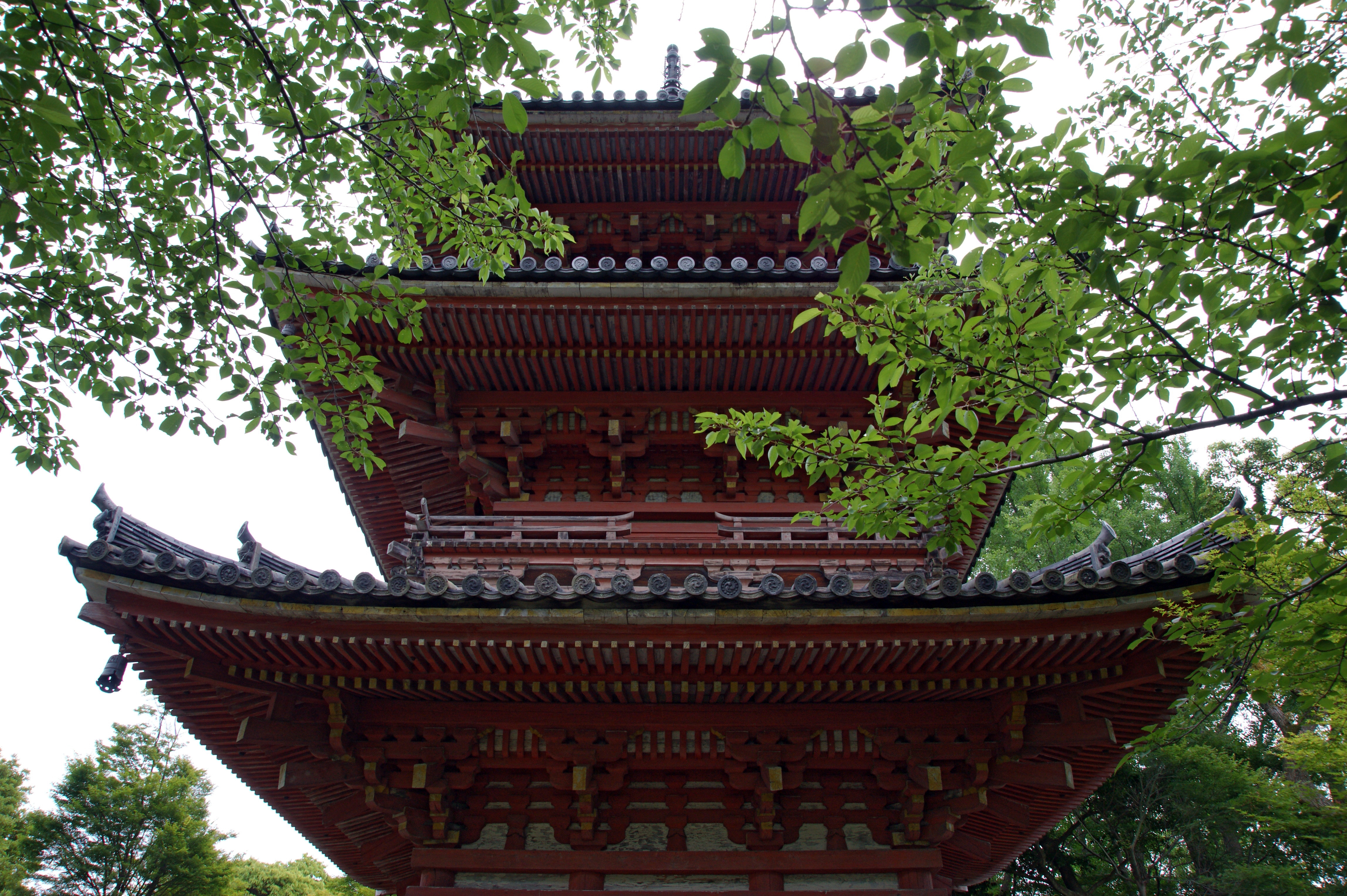
三重塔
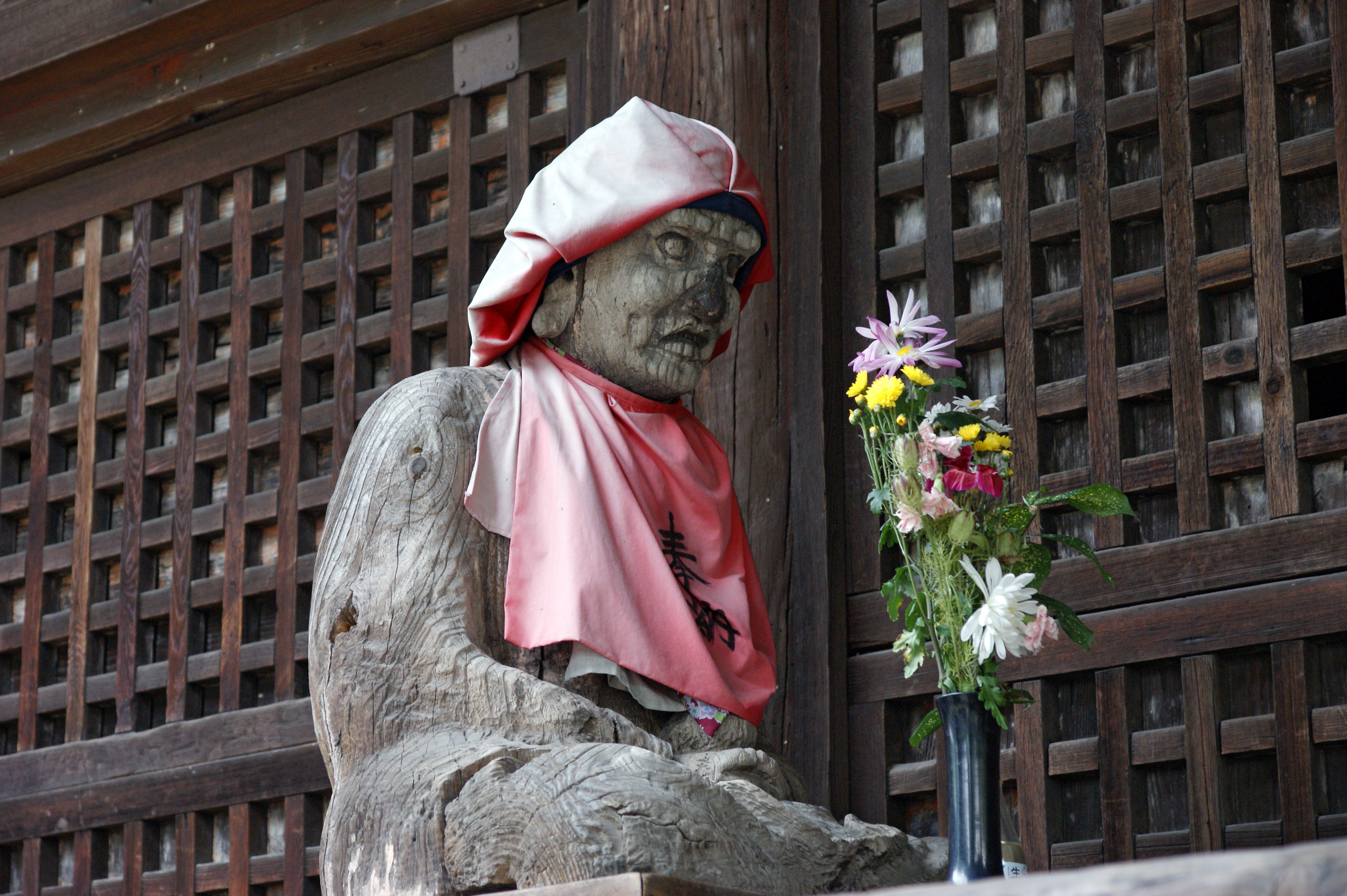
賓頭盧尊者坐像
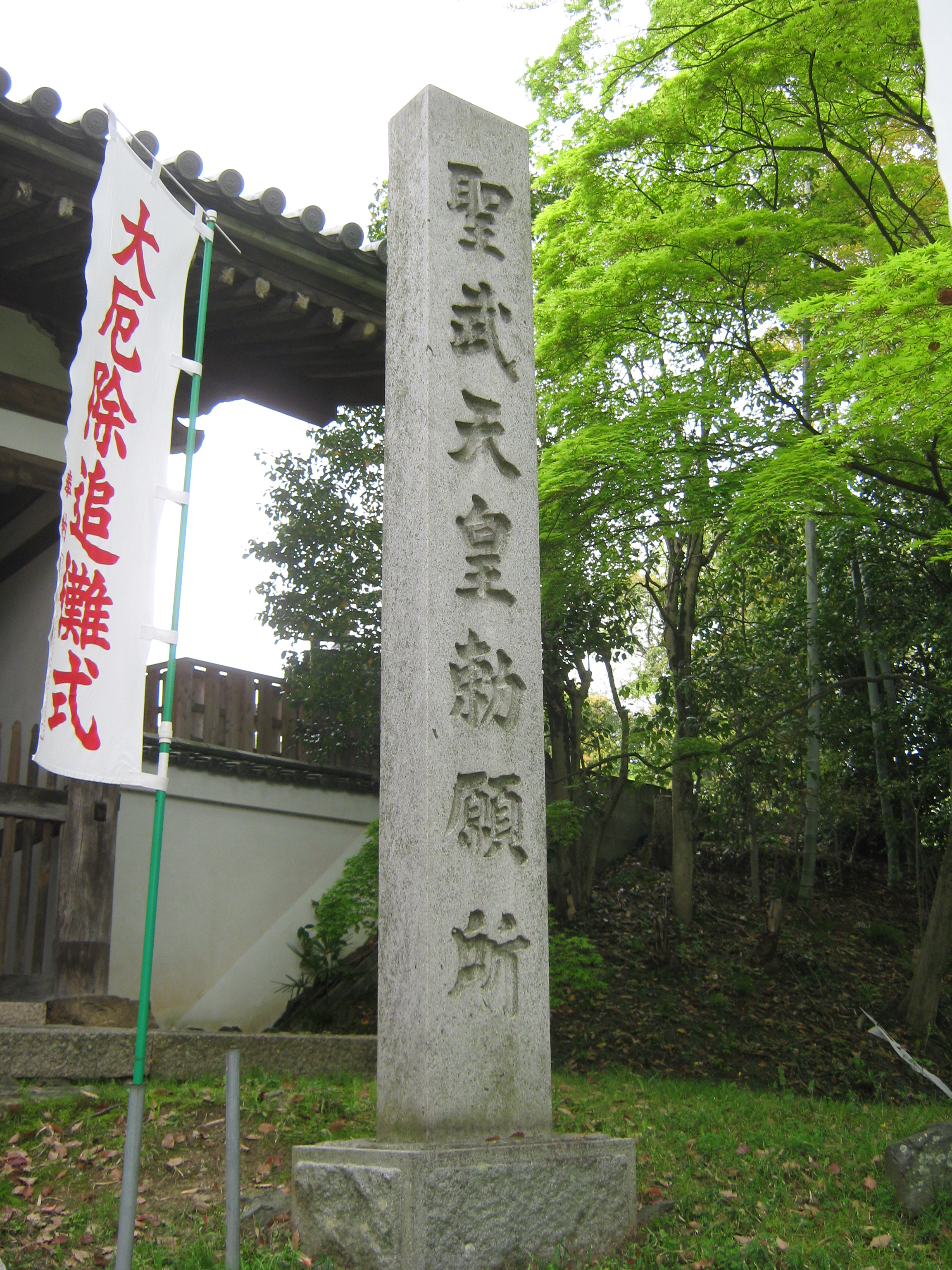
聖武天皇勅願所の石標

## 文化財

### 重要文化財
- 三重塔
- 木造十一面観音立像 - 像高182.2cm。像内には摺仏、経巻など多数の納入品があった。納入品の経巻奥書および木片奥書により、本像は天福元年（1233年）、仏師法印院範と法橋院雲によって造立されたことがわかる。両腕から脚部前面に垂下する2本の天衣がからみ合ってW字状をなすのは特色ある表現である。
  - 附：像内納入品
  - 紙本墨書十一面観音造営勧進現在帳 1巻 天福元年六月九日奥書
  - 紙本墨書十一面観音造立奉加帳 1巻 天福元年六月九日奥書
  - 紙本墨書十一面観音造営法華三十譜現在帳 2巻 天福元年七月十日奥書
  - 紙本墨書法華三十講結縁交名 1巻
  - 紙本墨書結縁交名断簡 1巻
  - 紙本墨書念仏記 1巻
  - 紙本十一面観音摺仏 4840枚 - うち14枚に天福元年七月、八月の記がある。
  - 木片 2片 天福元年六月廿三日大仏師法印院範、同八月法橋院雲墨書
  - 砥石4片
- 木造閻魔王坐像
- 木造司録・司命坐像 2躯
- 木造倶生神坐像
- 木造闇黒童子坐像
- 木造金剛力士立像 2躯 - 寄木造、彩色、阿形（那羅延金剛力士）像高284.2cm、吽形（密迹金剛力士）像高277.5cm。
- 板絵著色神像 4面 弘安九年裏書

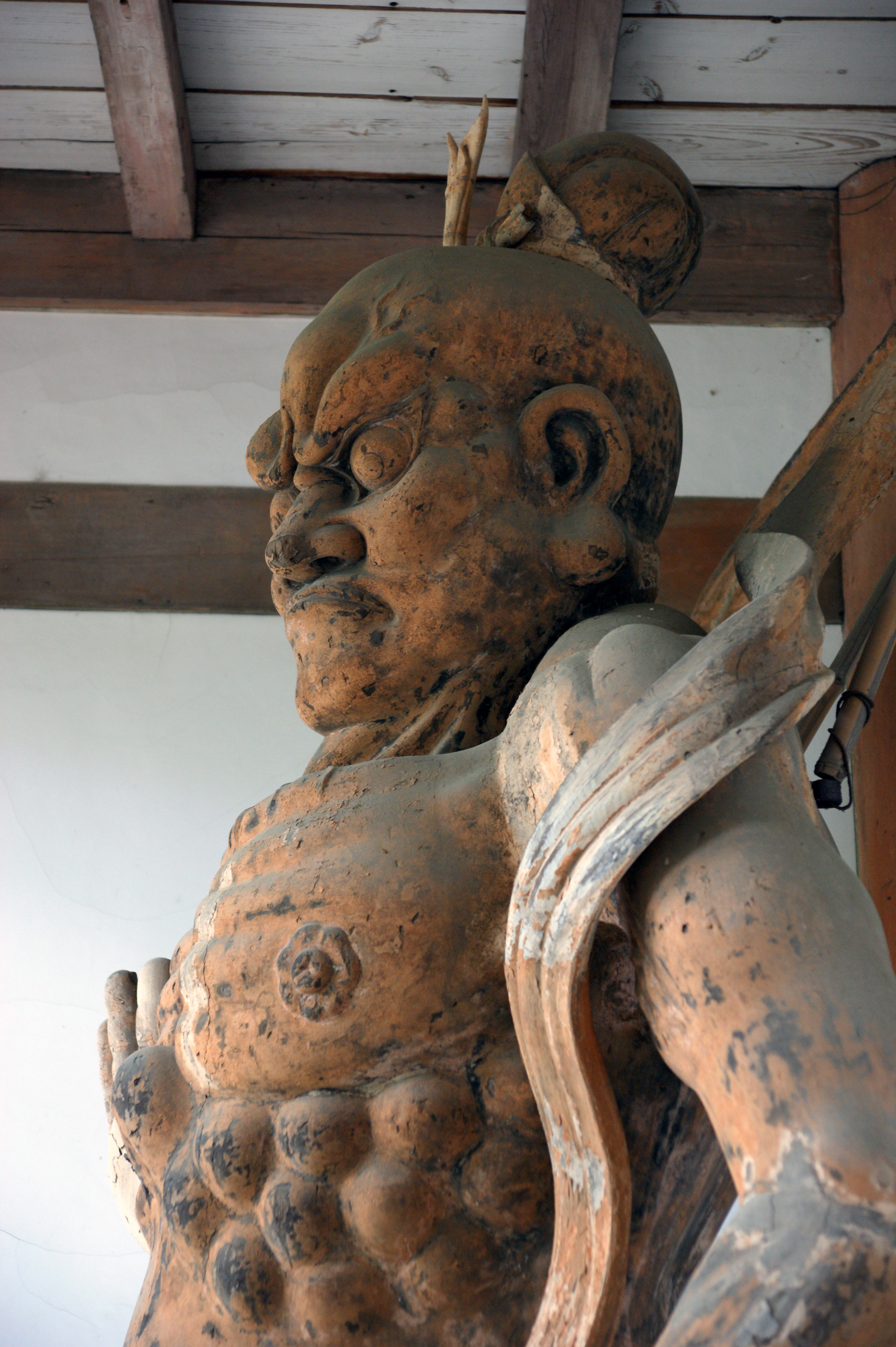
密迹金剛力士（吽形）
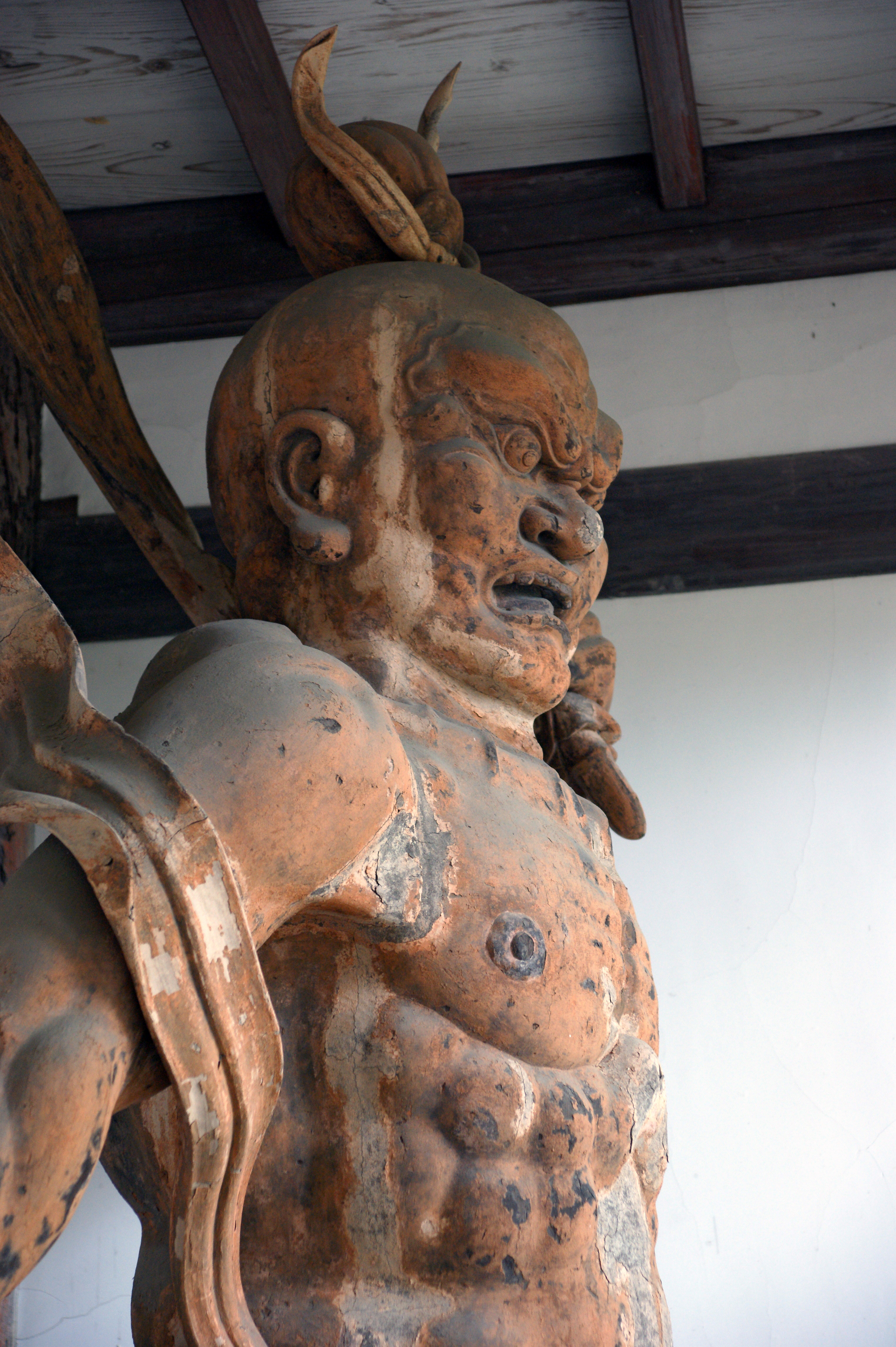
那羅延金剛力士（阿形）
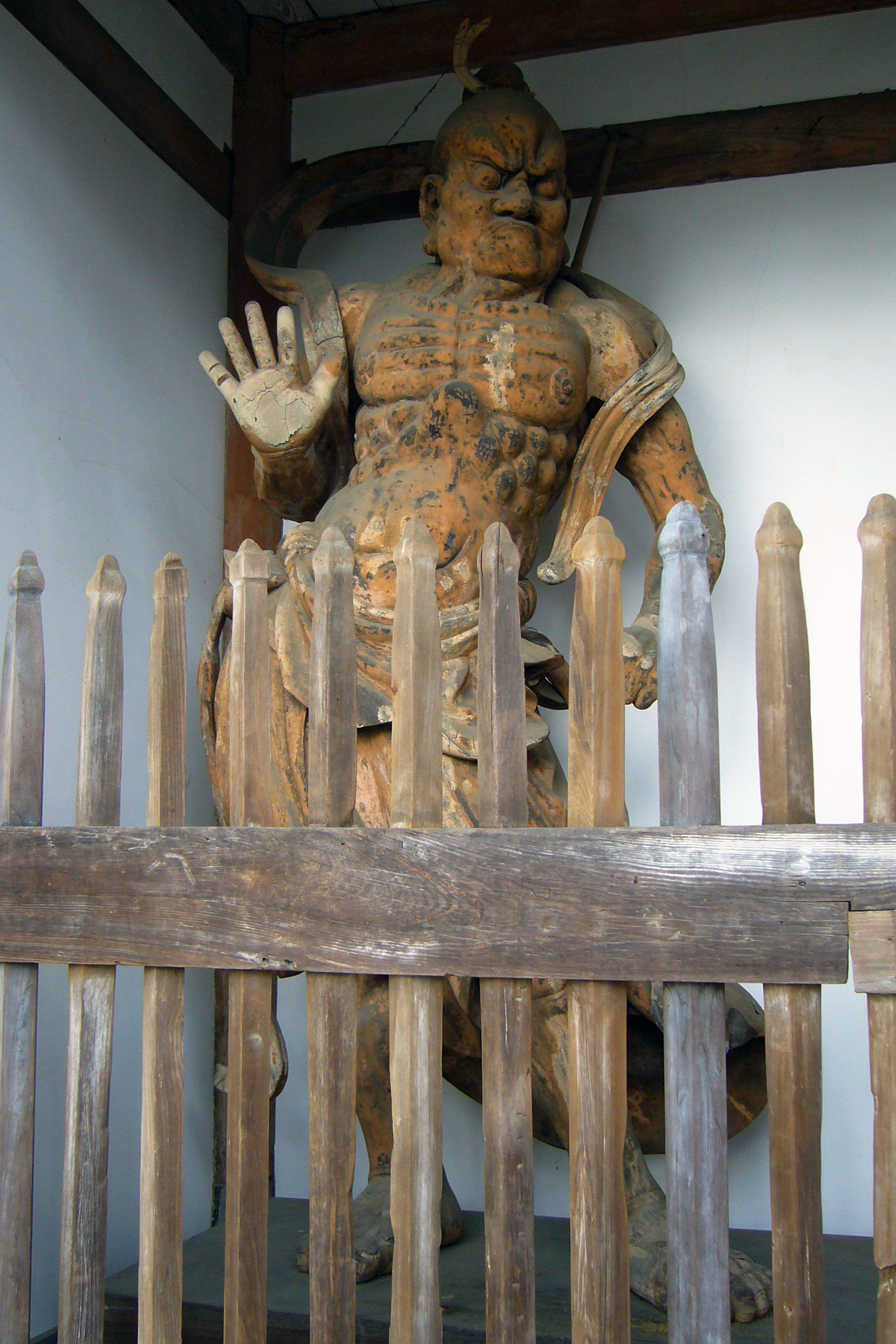
密迹金剛力士（吽形）
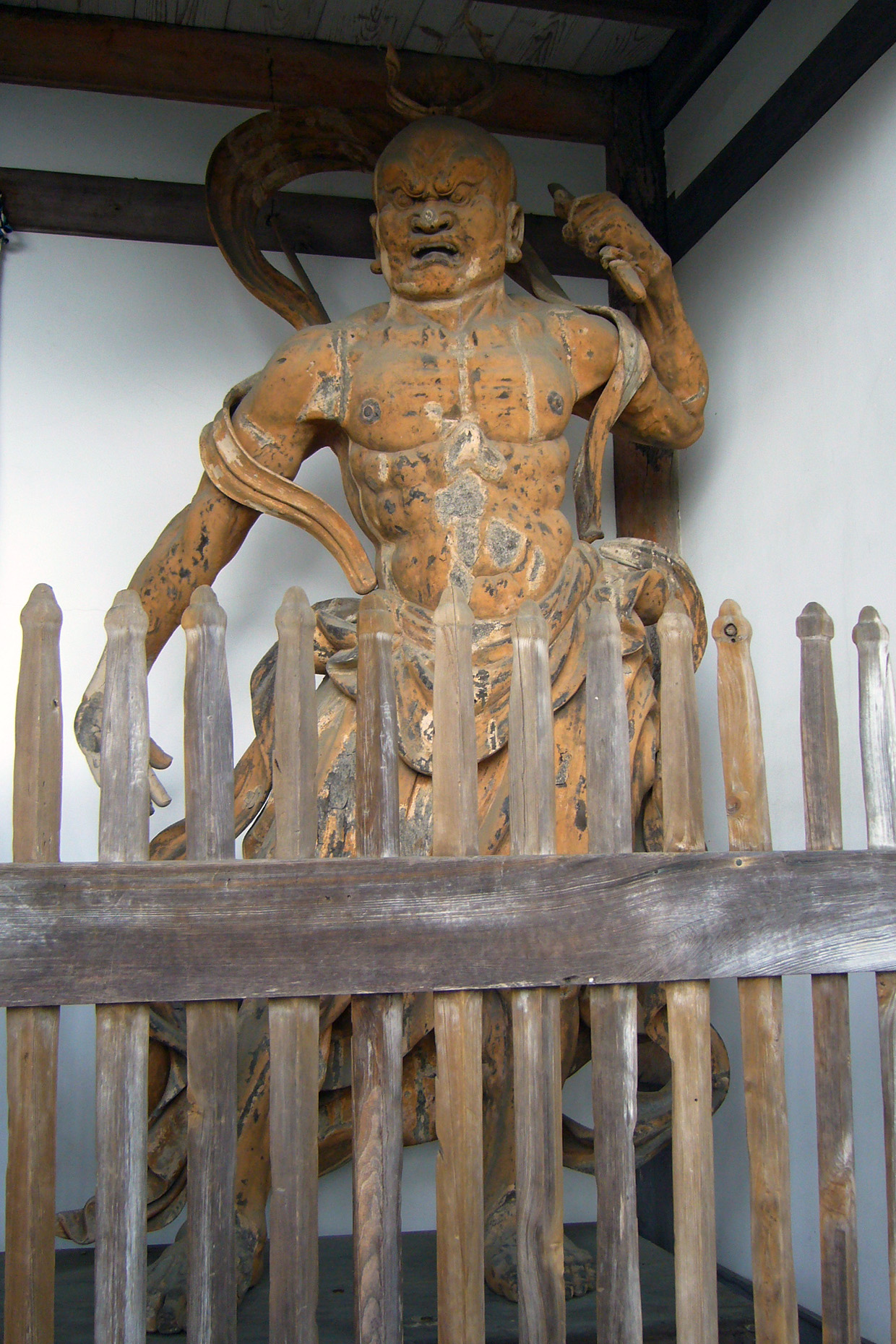
那羅延金剛力士（阿形）

### 京都府指定有形文化財
- 木造慈恵大師坐像 - 鎌倉時代。
- 紺紙銀字法華経 4帖 - 高麗時代。

### 京都府登録有形文化財
- 本堂
- 仁王門

### 暫定京都府登録有形文化財
- 木造毘沙門天立像 - 鎌倉時代。
- 不動明王立像 - 鎌倉時代。
- 行基菩薩坐像 - 鎌倉時代。

### 大山崎町指定有形文化財
- 九重石塔
- 木造毘沙門天立像 - 鎌倉時代、像高169.0cm 本尊脇侍。

## 所在地
- 〒618-0071 京都府乙訓郡大山崎町大山崎銭原1

## 交通アクセス
- JR京都線 山崎駅 徒歩10分
- 阪急京都線 大山崎駅 徒歩15分

## 周辺情報
- 山崎の戦い跡地
- 十七烈士の墓
- 離宮八幡宮 （油座）
- 妙喜庵
  - 待庵
- 大山崎山荘美術館
- 大念寺 (京都府大山崎町)
- 山崎聖天
- 酒解神社
- 大山崎瓦窯跡 （国の史跡）
- サントリー山崎蒸溜所
- 椎尾神社